# Lanceostoma
Lanceostoma is een geslacht van kreeftachtigen uit de klasse van de Ostracoda (mosselkreeftjes).

## Soorten
- Lanceostoma intermedium (Müller, 1894)
- Lanceostoma parallelum (Müller, 1894)
- Lanceostoma simplex Meireles, Keyser & Ávila, 2014
- Lanceostoma taeniatum (Müller, 1894)
- Lanceostoma tenerifense Schornikov & Keyser, 2004